# 光度 (天文学)
光度（こうど、英語: luminosity）とは、天文学で天体が単位時間に放射するエネルギーを指す物理量である。国際単位系では W、CGS単位系では erg/s で表される。また、太陽の光度 L☉ (= 3.827×1026 W) を単位とすることも多い。天体の見かけの明るさは距離の2乗に反比例して暗くなるが、光度は天体までの距離によらない固有の量である。天体の明るさは普通、対数スケールの見かけの等級を用いて測られる。
恒星の明るさを測定する場合、光度・見かけの等級・距離は互いに関係のある変数である。この3つの変数のうち2つを知ることができれば残りの一つを決めることができる。光度の基準として太陽の値を用いる場合が多いので、太陽の見かけの等級と太陽までの距離を目的の天体での値と比較すれば最も簡単に各変数を計算できる。
測光の分野で使われる光度（英語: luminous intensity）とは別の次元を持つ異なる量である。

## 輝度と光度の関係
全ての方向に等しく光を放射する光度 L の点光源を考える。この点光源を中心とする球面を考えると、光源を出た光は必ずこの球面を通過する。球の半径 r を観測者がいる位置まで大きくすると、光源を出て球面を通過する光のエネルギーの合計は常に一定値 L だが、球の面積 A = 4πr2 が増えるために観測される明るさ（球面上での単位面積当たりの光度）b は減ることになり、
{\displaystyle b={\frac {L}{A}}={\frac {L}{4\pi r^{2}}}}
が成り立つ。この b を輝度 (brightness) と呼ぶ（測光などの分野で使われる輝度とは別の物理量である）。
またシュテファン＝ボルツマンの法則より、星の光度 L は温度 T および星の半径 R と
{\displaystyle L=4\pi R^{2}\cdot \sigma T^{4}}
で関係付けられているから、これを太陽の光度 L☉ で割ると以下の式を得る：
{\displaystyle {\frac {L}{L_{\odot }}}={\left({\frac {R}{R_{\odot }}}\right)}^{2}{\left({\frac {T}{T_{\odot }}}\right)}^{4}}.
主系列星の場合には、光度は質量 M とも以下のように関係している：
{\displaystyle {\frac {L}{L_{\odot }}}\sim {\left({\frac {M}{M_{\odot }}}\right)}^{3.9}}.
これらのことから、恒星の光度・温度・半径・質量は全て相互に結び付いていることが分かる。
星の等級は観測される輝度を対数スケールで表したものである。地球から観測される明るさを見かけの等級と呼ぶ。星が10パーセクの距離にあると仮定した時の見かけの等級のことを絶対等級と呼ぶ。ある星の光度 Lstar と距離 Dstar が与えられると、その星の見かけの等級 mstar は以下の式で求められる：
{\displaystyle m_{\mathrm {star} }=m_{\odot }-2.5\log _{10}\left({\frac {L_{\mathrm {star} }}{L_{\odot }}}\left({\frac {D_{\odot }}{D_{\mathrm {star} }}}\right)^{2}\right)}.
ここで m☉, L☉, D☉ はそれぞれ基準となる太陽の見かけの等級、光度、距離を表す。太陽に関する量を具体的に数値で表すと m☉ = −26.73, D☉ = 1.58 × 10−5 光年であるから、
{\displaystyle m_{\rm {star}}=-2.72-2.5\log _{10}\left(L_{\rm {star}}/D_{\rm {star}}^{2}\right)}
で計算することができる。
上式を変形すれば、距離 Dstar と見かけの等級 mstar から光度 Lstar を求めることもできる：
{\displaystyle {\begin{aligned}L_{\mathrm {star} }&=\left({\frac {D_{\mathrm {star} }}{D_{\odot }}}\right)^{2}10^{0.4(m_{\odot }-m_{\mathrm {star} })}\cdot L_{\odot }\\&=0.0813{D_{\mathrm {star} }}^{2}10^{-0.4m_{\mathrm {star} }}\cdot L_{\odot }.\end{aligned}}}
輻射等級が −10 等の明るい星の光度は約 106 L☉ である。一方、輻射等級が +17 等の暗い星の光度は10−5 L☉ である。絶対等級は光度と直接関係しているが見かけの等級は距離の関数でもあることに注意する必要がある。実際の観測では見かけの等級しか測定できない場合もあるため、光度を決めるためには天体までの距離を別の方法で見積もる必要がある。
- 例：太陽を4.3光年（太陽の次に我々に近いケンタウルス座α星までの距離）の距離から見るとどれくらいの明るさになるか？

{\displaystyle m_{\odot }(4.3\,\mathrm {lyr} )=-2.72-5\cdot \log(1/4.3)=0.45}
0.45 等という値は星の明るさとしては非常に明るいが、地球から見たケンタウルス座α星の明るさよりは暗い。
- 例：シリウスの光度はどのくらいか？

シリウスまでの距離は 8.6 光年で見かけの等級は −1.47等である。よって
{\displaystyle L_{\mathrm {Sirius} }=0.0813\cdot 8.6^{2}\cdot 10^{-0.4\cdot (-1.47)}=23.3L_{\odot }}
となり、シリウスは太陽の約23倍明るい（太陽23個分の光を放射している）と言える。

## ヘルツシュプルング・ラッセル図
ヘルツシュプルング・ラッセル図は星の光度を色（あるいはスペクトル分類、あるいは表面温度）と関係付けた図である。この図は恒星の性質や進化を研究する上で非常に重要である。